# Le Fossat
Pour les articles homonymes, voir Lapeyrouse-Fossat.
Le Fossat est une commune française, située dans le département de l'Ariège en région Occitanie.
Le patrimoine architectural de la commune comprend deux immeubles protégés au titre des monuments historiques : la chapelle Saint-André et l'église Saint-Barthélemy.

## Géographie

### Localisation
Le Fossat est une commune rurale située dans la vallée de la Lèze, entre Pailhès et Saint-Ybars.
Elle se situe à 28 km à vol d'oiseau de Foix, préfecture du département, à 30 km de Saint-Girons, sous-préfecture, et à 12 km de Lézat-sur-Lèze.
Sur le plan historique et culturel, Le Fossat fait partie du Pédaguès, ou Podaguès, ancienne appellation remplacée au XXIe siècle par la dénomination géographique de Terrefort ariégeois, constitué des terreforts de Pamiers et de Saverdun, sur la rive gauche de l'Ariège.
La commune fait  partie du bassin de vie de Lézat-sur-Lèze et de la zone d'emploi de Foix-Pamiers.

### Communes limitrophes
Les communes limitrophes sont  Artigat, Carla-Bayle, Durfort, Sainte-Suzanne et Villeneuve-du-Latou.
| Sainte-Suzanne |           | Villeneuve-du-Latou |
|                | du Fossat | Durfort             |
| Carla-Bayle    |           | Artigat             |

### Géologie et relief
La commune est située dans le Bassin aquitain, le deuxième plus grand bassin sédimentaire de la France après le Bassin parisien, certaines parties étant recouvertes par des formations superficielles.
Les terrains affleurants sur le territoire communal sont constitués de roches sédimentaires datant du Cénozoïque, l'ère géologique la plus récente sur l'échelle des temps géologiques, débutant il y a 66 millions d'années. La structure détaillée des couches affleurantes est décrite dans les feuilles « n°1034 - Cazères » et « n°1035 - Saverdun » de la carte géologique harmonisée au 1/50 000ème du département de l'Ariège, et leurs notices associées,.
La superficie cadastrale de la commune publiée par l’Insee, qui sert de références dans toutes les statistiques, est de 14,41 km2,. La superficie géographique, issue de la BD Topo, composante du Référentiel à grande échelle produit par l'IGN, est quant à elle de 14,58 km2.  L'altitude du territoire varie entre 231 m et 353 m.

### Hydrographie

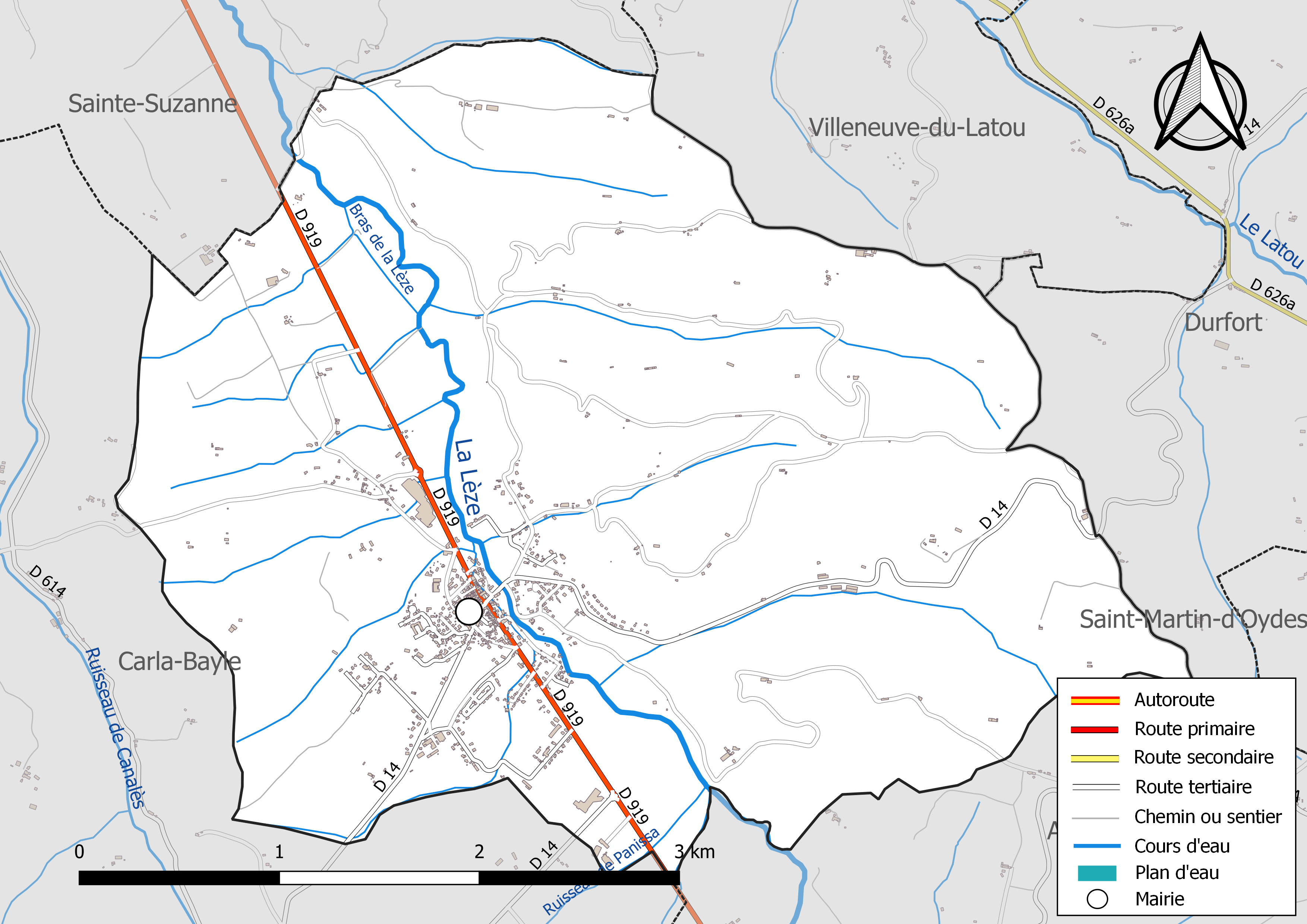
Réseaux hydrographique et routier du Fossat.

La commune est dans le bassin versant de la Garonne, au sein du bassin hydrographique Adour-Garonne. Elle est drainée par la Lèze, un bras de la Lèze, le ruisseau de Panissa et par divers petits cours d'eau, constituant un réseau hydrographique de 26 km de longueur totale,.
La Lèze, d'une longueur totale de 70,2 km, prend sa source dans la commune de La Bastide-de-Sérou et s'écoule du sud vers le nord. Elle traverse la commune et se jette dans l'Ariège à Labarthe-sur-Lèze, après avoir traversé 20 communes.

### Climat
Pour des articles plus généraux, voir Climat de l'Occitanie et Climat de l'Ariège.
En 2010, le climat de la commune est de type climat du Bassin du Sud-Ouest, selon une étude s'appuyant sur une série de données couvrant la période 1971-2000. En 2020, Météo-France publie une typologie des climats de la France métropolitaine dans laquelle la commune est exposée à un climat de montagne et est dans la région climatique Pyrénées centrales, caractérisée par une pluviométrie annuelle de 1 000 à 1 200 mm.
Pour la période 1971-2000, la température annuelle moyenne est de 12,8 °C, avec une amplitude thermique annuelle de 15,7 °C. Le cumul annuel moyen de précipitations est de 769 mm, avec 9,5 jours de précipitations en janvier et 5,8 jours en juillet. Pour la période 1991-2020, la température moyenne annuelle observée sur la station météorologique la plus proche, située sur la commune de Saint-Ybars à 7 km à vol d'oiseau, est de 13,6 °C et le cumul annuel moyen de précipitations est de 796,5 mm,. Pour l'avenir, les paramètres climatiques de la commune estimés pour 2050 selon différents scénarios d'émission de gaz à effet de serre sont consultables sur un site dédié publié par Météo-France en novembre 2022.

### Milieux naturels et biodiversité
Aucun espace naturel présentant un intérêt patrimonial n'est recensé en 2021 sur la commune dans l'inventaire national du patrimoine naturel,,.

## Urbanisme

### Typologie
Au 1er janvier 2024, Le Fossat est catégorisée bourg rural, selon la nouvelle grille communale de densité à 7 niveaux définie par l'Insee en 2022.
Elle est située hors unité urbaine et hors attraction des villes,.

### Occupation des sols

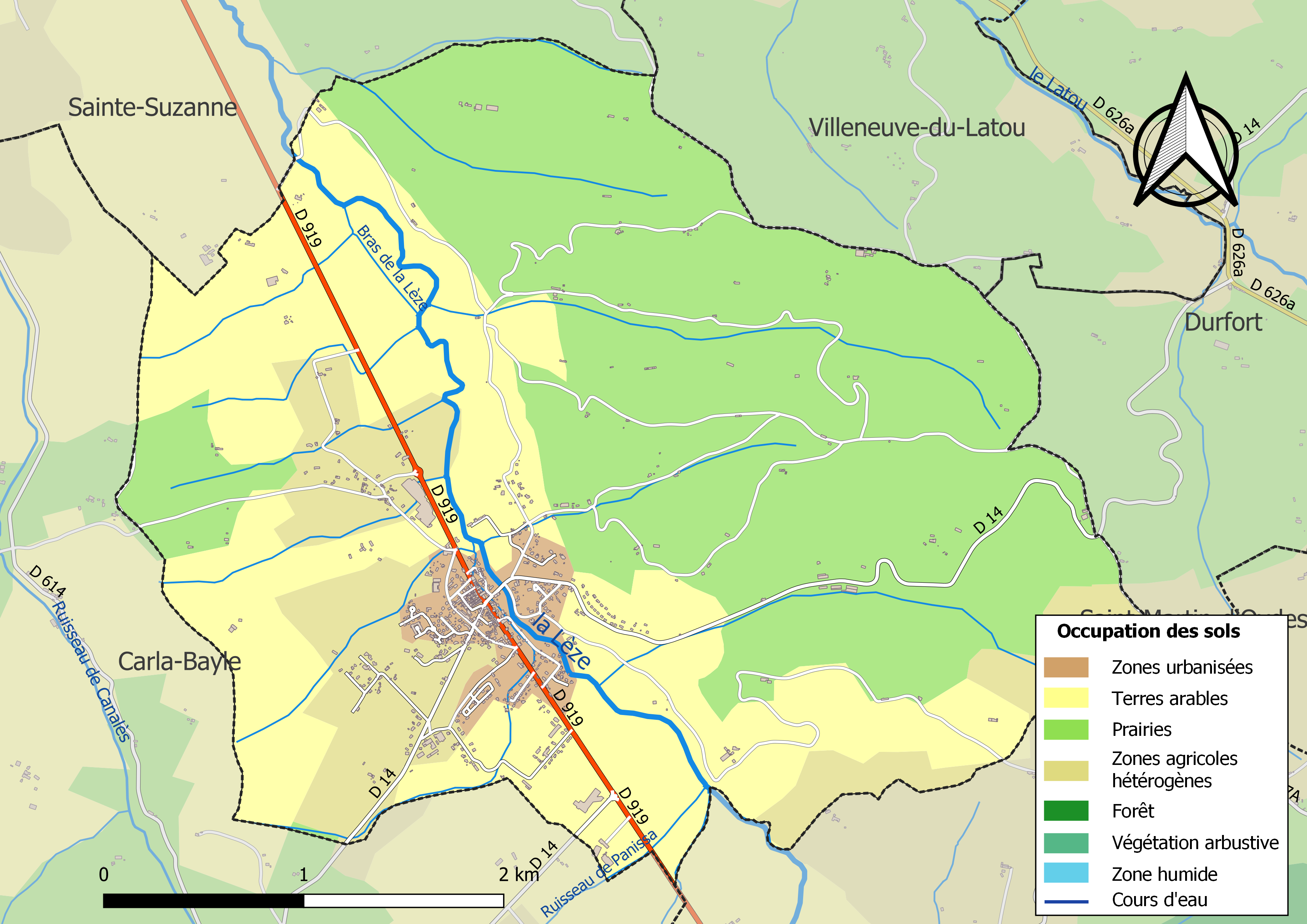
Carte des infrastructures et de l'occupation des sols de la commune en 2018 (CLC).

L'occupation des sols de la commune, telle qu'elle ressort de la base de données européenne d’occupation biophysique des sols Corine Land Cover (CLC), est marquée par l'importance des territoires agricoles (95,9 % en 2018), en diminution par rapport à 1990 (100 %).
La répartition détaillée en 2018 est la suivante : prairies (48,5 %), terres arables (33,7 %), zones agricoles hétérogènes (13,7 %), zones urbanisées (4,1 %).
L'évolution de l’occupation des sols de la commune et de ses infrastructures peut être observée sur les différentes représentations cartographiques du territoire : la carte de Cassini (XVIIIe siècle), la carte d'état-major (1820-1866) et les cartes ou photos aériennes de l'IGN pour la période actuelle (1950 à aujourd'hui).

### Habitat et logement
En 2021, le nombre total de logements dans la commune était de 603, alors qu'il était de 590 en 2016 et de 567 en 2011.
Parmi ces logements, 81,1 % étaient des résidences principales, 6,6 % des résidences secondaires et 12,3 % des logements vacants. Ces logements étaient pour 85,2 % d'entre eux des maisons individuelles et pour 14,7 % des appartements.
Le tableau ci-dessous présente la typologie des logements au Le Fossat en 2021 en comparaison avec celle de l'Ariège et de la France entière. Une caractéristique marquante du parc de logements est ainsi la faible proportion des résidences secondaires et logements occasionnels (6,6 %) par rapport au département (24,5 %) et à la France entière (9,7 %).
| Typologie                                               | Le Fossat | Ariège | France entière |
| ------------------------------------------------------- | --------- | ------ | -------------- |
| Résidences principales (en %)                           | 81,1      | 66,4   | 82,2           |
| Résidences secondaires et logements occasionnels (en %) | 6,6       | 24,5   | 9,7            |
| Logements vacants (en %)                                | 12,3      | 9      | 8,1            |

### Voies de communication et transports
Accès avec les routes départementales D 14 et D 919 (ancienne route nationale 839).

### Risques naturels et technologiques
Le territoire de la commune du Fossat est vulnérable à différents aléas naturels : inondations, climatiques (grand froid ou canicule), mouvements de terrains et séisme (sismicité faible). Il est également exposé à un risque technologique,  le transport de matières dangereuses,.

#### Risques naturels

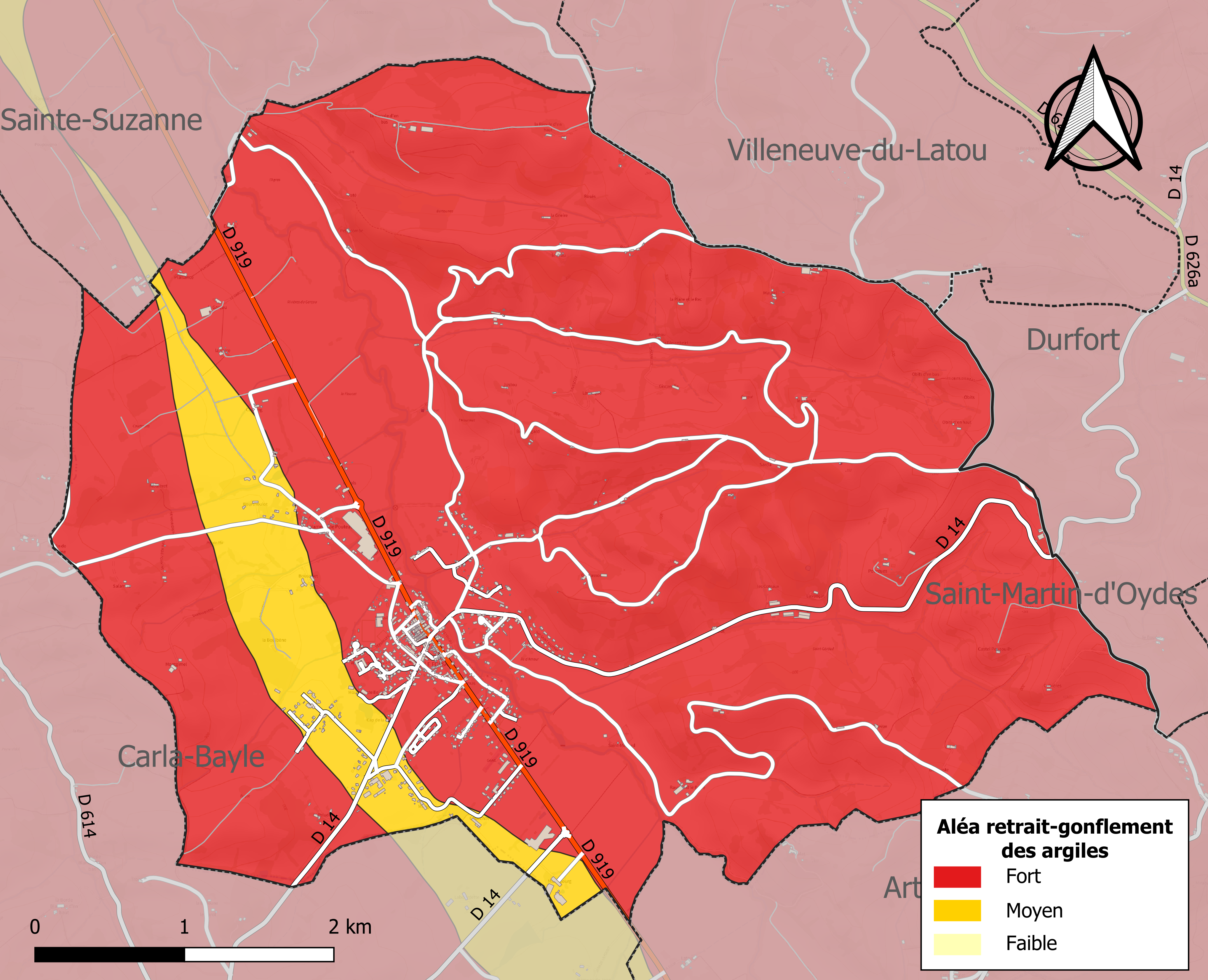
Zonage de l'aléa retrait-gonflement des argiles sur la commune du Fossat.

Certaines parties du territoire communal sont susceptibles d’être affectées par le risque d’inondation par débordement, crue torrentielle d'un cours d'eau, la Lèze, ou ruissellement d'un versant. L’épisode de crue le plus marquant dans le département reste sans doute celui de 1875. Parmi les inondations marquantes plus récentes concernant la Lèze figurent les crues de 1977, de 1992, de 1993, de 2000 et de 2007.
Les mouvements de terrains susceptibles de se produire sur la commune sont soit des glissements de terrains soit des mouvements liés au retrait-gonflement des argiles. Près de 50 % de la superficie du département est concernée par l'aléa retrait-gonflement des argiles, dont la commune du Fossat. L'inventaire national des cavités souterraines permet par ailleurs de localiser celles situées sur la commune.
Ces risques naturels sont pris en compte dans l'aménagement du territoire de la commune par le biais d'un plan de prévention des risques (PPR) inondation et mouvement de terrain approuvé le 22 juillet 2004 et révisé le 27 mars 2019.

#### Risques technologiques
Le risque de transport de matières dangereuses par une infrastructure routière ou ferroviaire ou par une canalisation de transport de gaz concerne la commune. Un accident se produisant sur une telle infrastructure est en effet susceptible d’avoir des effets graves au bâti ou aux personnes jusqu’à 350 m, selon la nature du matériau transporté. Des dispositions d’urbanisme peuvent être préconisées en conséquence.

## Toponymie
Le nom de la commune est  Le Fossat en occitan[réf. nécessaire].

## Histoire
Contrairement à ce que le plan du village pourrait laisser imaginer, Le Fossat n'est pas une bastide mais plutôt un réduit villageois fortifié élevé probablement vers 1350-1360 à une époque de fort recul démographique dû à la grande famine des années 1310, initiée ou amplifiée par les prémices du Petit Âge glaciaire, puis la peste noire en 1340 avant que ne survienne la guerre de Cent ans précédée par des pillages ponctuels commis par des Routiers.
De 1910 à 1938, Le Fossat a bénéficié d'une gare de la ligne de Toulouse-Roguet à Sabarat, joliment réaménagée en habitation.

## Politique et administration

### Rattachements administratifs et électoraux

#### Rattachements administratifs
La commune se trouve depuis 1942 dans l'arrondissement de Pamiers du département de l'Ariège.
Elle était depuis 1801 le chef-lieu du canton du Fossat. Dans le cadre du redécoupage cantonal de 2014 en France, cette circonscription administrative territoriale a disparu, et le canton n'est plus qu'une circonscription électorale.

#### Rattachements électoraux
Pour les élections départementales, la commune fait partie depuis 2014 du canton d'Arize-Lèze
Pour l'élection des députés, elle fait partie de la deuxième circonscription de l'Ariège depuis le redécoupage électoral de 1986.

### Intercommunalité
Le Fossat était le siège était membre de la communauté de communes de la Lèze, un établissement public de coopération intercommunale (EPCI) à fiscalité propre créé fin 1999 et auquel la commune avait transféré un certain nombre de ses compétences, dans les conditions déterminées par le code général des collectivités territoriales.
Dans le cadre des dispositions de la loi portant nouvelle organisation territoriale de la République du 7 août 2015, qui prévoit que les établissements publics de coopération intercommunale (EPCI) à fiscalité propre doivent avoir un minimum de 15 000 habitants, cette intercommunalité a fusionné avec sa voisine pour former, le 1er janvier 2017, la communauté de communes Arize Lèze, dont  la commune est le siège.

### Administration municipale
Compte tenu de la population de la commune, comprise entre 500 et 1 499 habitants, le nombre de membres de son conseil municipal  est de quinze, y compris le maire et ses adjoints.

### Liste des maires
| Période                                  | Période                        | Identité              | Étiquette | Qualité |
| ---------------------------------------- | ------------------------------ | --------------------- | --------- | --- |
| Les données manquantes sont à compléter. |                                |                       |           | |
|                                          |                                |                       |           | |
| 1878 ou avant                            |                                | Léopold Gaillard      | Gauche    | Conseiller général du Fossat (1871 → 1877 et 1883 → 1889) |
|                                          |                                |                       |           | |
| 1919                                     | 1939                           | Aimé Gaston Valette,. | Rad.      | Docteur en médecine Conseiller général du Fossat (1935 → 1940) Président du Conseil général de l'Ariège (1939 → 1940) Mort en fonction                                                                   |
|                                          |                                |                       |           | |
| mars 1983                                | 30 mai 2008                    | Hubert Razes          |           | Serrurier à l'Aérospatiale puis chef d'entreprise Mort en fonction |
| juin 2008                                | mars 2014                      | Bernard Campmas       | DVG       | |
| mars 2014                                | juillet 2022                   | Laurent Panifous      | PS        | Directeur d'EHPAD Président de la CC Arize Lèze (2017 → 2022) Président du PETR de l’Ariège (2020 → 2022) Député de l'Ariège (2e circ.) (2022 → ) Démissionnaire à la suite de son élection comme député |
| juillet 2022                             | juin 2024                      | Véronique Arnaud      |           | Agent des finances à la retraite Morte en fonction |
| septembre 2024                           | En cours (au 30 novembre 2023) | François Arnaud       |           | Éducateur spécialisé |

## Équipements et services publics

### Enseignement
Le Fossat fait partie de l'académie de Toulouse.
L'éducation est assurée sur commune par les écoles publiques maternelle et primaire.

### Santé
Maison de retraite, deux cabinets médicaux, dentiste, infirmières, kinésithérapeute, pharmacie.

### Justice, sécurité, secours et défense
La sécurité dans la commune est ses environs est assurée par une brigade de Gendarmerie nationale, dont les nouveaux locaux ont été inaugirés en 2019

## Population et société
Les habitants sont appelés les Fossatois ou Fossatoises.

### Démographie
L'évolution du nombre d'habitants est connue à travers les recensements de la population effectués dans la commune depuis 1793. Pour les communes de moins de 10 000 habitants, une enquête de recensement portant sur toute la population est réalisée tous les cinq ans, les populations de référence des années intermédiaires étant quant à elles estimées par interpolation ou extrapolation. Pour la commune, le premier recensement exhaustif entrant dans le cadre du nouveau dispositif a été réalisé en 2007.

En 2022, la commune comptait 1 061 habitants, en évolution de +0,86 % par rapport à 2016 (Ariège : +1,48 %, France hors Mayotte : +2,11 %).
| 1793 | 1800 | 1806 | 1821 | 1831 | 1836 | 1841  | 1846  | 1851  |
| ---- | ---- | ---- | ---- | ---- | ---- | ----- | ----- | ----- |
| 828  | 738  | 802  | 850  | 915  | 937  | 1 007 | 1 011 | 1 002 |

| 1856  | 1861  | 1866  | 1872  | 1876  | 1881 | 1886 | 1891 | 1896 |
| ----- | ----- | ----- | ----- | ----- | ---- | ---- | ---- | ---- |
| 1 072 | 1 100 | 1 105 | 1 132 | 1 088 | 927  | 907  | 956  | 915  |

| 1901 | 1906 | 1911 | 1921 | 1926 | 1931 | 1936 | 1946 | 1954 |
| ---- | ---- | ---- | ---- | ---- | ---- | ---- | ---- | ---- |
| 796  | 749  | 759  | 745  | 763  | 715  | 719  | 613  | 627  |

| 1962 | 1968 | 1975 | 1982 | 1990 | 1999 | 2006 | 2007 | 2012  |
| ---- | ---- | ---- | ---- | ---- | ---- | ---- | ---- | ----- |
| 644  | 656  | 687  | 658  | 754  | 783  | 964  | 990  | 1 077 |

| 2017  | 2022  | - | - | - | - | - | - | - |
| ----- | ----- | - | - | - | - | - | - | - |
| 1 037 | 1 061 | - | - | - | - | - | - | - |

| selon la population municipale des années : | 1968 | 1975 | 1982 | 1990 | 1999 | 2006 | 2009 | 2013 |
| Rang de la commune dans le département      | 34   | 39   | 40   | 31   | 28   | 27   | 26   | 25   |
| Nombre de communes du département           | 340  | 328  | 330  | 332  | 332  | 332  | 332  | 332  |

Le Fossat est une commune rurale qui a connu une forte hausse de la population depuis 1975.

### Manifestations culturelles et festivités
Comité des fêtes, musique, théâtre, bibliothèque.

### Sports et loisirs
Football, tennis, pêche, handball.

## Économie

### Revenus
En 2018, la commune compte 455 ménages fiscaux, regroupant 986 personnes. La médiane du revenu disponible par unité de consommation est de 19 580 € (19 820 € dans le département).

### Emploi
| Division       | 2008  | 2013   | 2018   |
| -------------- | ----- | ------ | ------ |
| Commune        | 8,4 % | 9 %    | 9,3 %  |
| Département    | 8,9 % | 11,1 % | 11,2 % |
| France entière | 8,3 % | 10 %   | 10 %   |

En 2018, la population âgée de 15 à 64 ans s'élève à 604 personnes, parmi lesquelles on compte 75,7 % d'actifs (66,4 % ayant un emploi et 9,3 % de chômeurs) et 24,3 % d'inactifs,. En  2018, le taux de chômage communal (au sens du recensement) des 15-64 ans est inférieur à celui de la France et du département, alors qu'en 2008 il était supérieur à celui de la France.
La commune est hors attraction des villes,. Elle compte 421 emplois en 2018, contre 460 en 2013 et 471 en 2008. Le nombre d'actifs ayant un emploi résidant dans la commune est de 408, soit un indicateur de concentration d'emploi de 103,1 % et un taux d'activité parmi les 15 ans ou plus de 53 %.
Sur ces 408 actifs de 15 ans ou plus ayant un emploi, 178 travaillent dans la commune, soit 44 % des habitants. Pour se rendre au travail, 82 % des habitants utilisent un véhicule personnel ou de fonction à quatre roues, 0,7 % les transports en commun, 10,6 % s'y rendent en deux-roues, à vélo ou à pied et 6,6 % n'ont pas besoin de transport (travail au domicile).

### Activités hors agriculture
100 établissements sont implantés  au Fossat au 31 décembre 2019. Le tableau ci-dessous en détaille le nombre par secteur d'activité et compare les ratios avec ceux du département,.
| Secteur d'activité                                                                                        | Commune | Commune | Département |
| Secteur d'activité                                                                                        | Nombre  | %       | %           |
| --- | ------- | ------- | ----------- |
| Ensemble                                                                                                  | 100     | 100 %   | (100 %)     |
| Industrie manufacturière, industries extractives et autres                                                | 13      | 13 %    | (12,9 %)    |
| Construction                                                                                              | 14      | 14 %    | (14,2 %)    |
| Commerce de gros et de détail, transports, hébergement et restauration                                    | 23      | 23 %    | (27,5 %)    |
| Information et communication                                                                              | 1       | 1 %     | (1,8 %)     |
| Activités financières et d'assurance                                                                      | 1       | 1 %     | (2,8 %)     |
| Activités immobilières                                                                                    | 12      | 12 %    | (4,2 %)     |
| Activités spécialisées, scientifiques et techniques et activités de services administratifs et de soutien | 8       | 8 %     | (13,2 %)    |
| Administration publique, enseignement, santé humaine et action sociale                                    | 23      | 23 %    | (14,4 %)    |
| Autres activités de services                                                                              | 5       | 5 %     | (8,8 %)     |

Le secteur de l'administration publique, l'enseignement, la santé humaine et l'action sociale est prépondérant sur la commune puisqu'il représente 23 % du nombre total d'établissements de la commune (23 sur les 100 entreprises implantées  au Le Fossat), contre 14,4 % au niveau départemental.
Un marché se tient les 3e et 5e mercredis du mois.
L'agriculture basée sur la culture de céréales (maïs, blé…) a une place importante, et l'artisanat ainsi que le commerce y sont bien représentés.
L'usine de biscuits du groupe belge Vandemoortele, préalablement connue sous le nom de Cottes, compte 73 salariés en 2018.
L'écovillage de Pourgues est situé sur la commune du Fossat. Cette communauté, basée sur les principes des écoles de Sudbury (en), propose des séjours et formations sur la vie en collectif autogéré.

### Agriculture
La commune fait partie de la petite région agricole dénommée « Coteaux de l'Ariège ». En 2010, l'orientation technico-économique de l'agriculture  sur la commune est la production de céréales et oléoprotéagineux.
|                                   | 1988  | 2000 | 2010 |
| --------------------------------- | ----- | ---- | ---- |
| Exploitations                     | 30    | 18   | 15   |
| Superficie agricole utilisée (ha) | 1 141 | 1248 | 1451 |

Le nombre d'exploitations agricoles en activité et ayant leur siège dans la commune est passé de 30 lors du recensement agricole de 1988 à 18 en 2000 puis à 15 en 2010, soit une baisse de 50 % en 22 ans. Le même mouvement est observé à l'échelle du département qui a perdu pendant cette période 48 % de ses exploitations. La surface agricole utilisée sur la commune a quant à elle augmenté, passant de 1 141 ha en 1988 à 1 451 ha en 2010. Parallèlement la surface agricole utilisée moyenne par exploitation a augmenté, passant de 38 à 97 ha.

## Culture locale et patrimoine

### Lieux et monuments
- Église fortifiée Saint-Barthélemy  Inscrite MH (1926, La façade fortifiée)[71],[72], du XIVe siècle.
- Chapelle Saint-André  Inscrite MH (1941 )[73],[74], du XIIe siècle, rénovée en 2016.
- Chapelle Saint-Médard du Fossat.
- Théâtre de verdure
- Monument aux morts, inauguré en 1927, orné d'une sculpture « La France ceignant de lauriers le casque du Poilu » de Henri Proszynski[44].

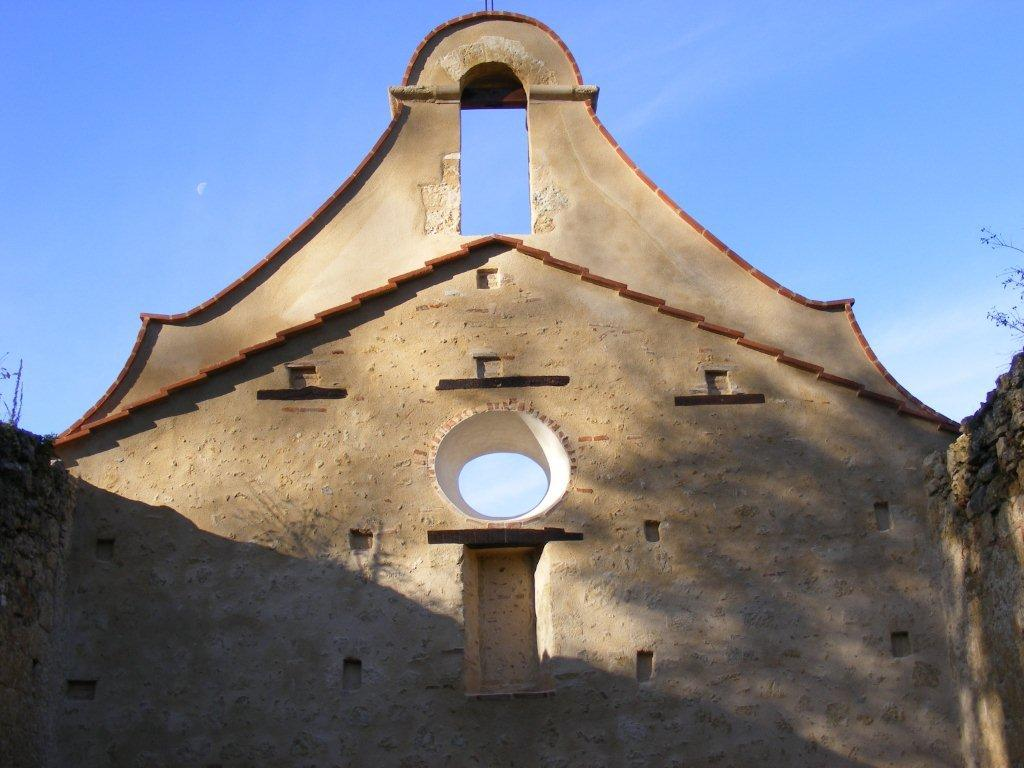
Clocher-mur de la chapelle Saint-André en 2014.
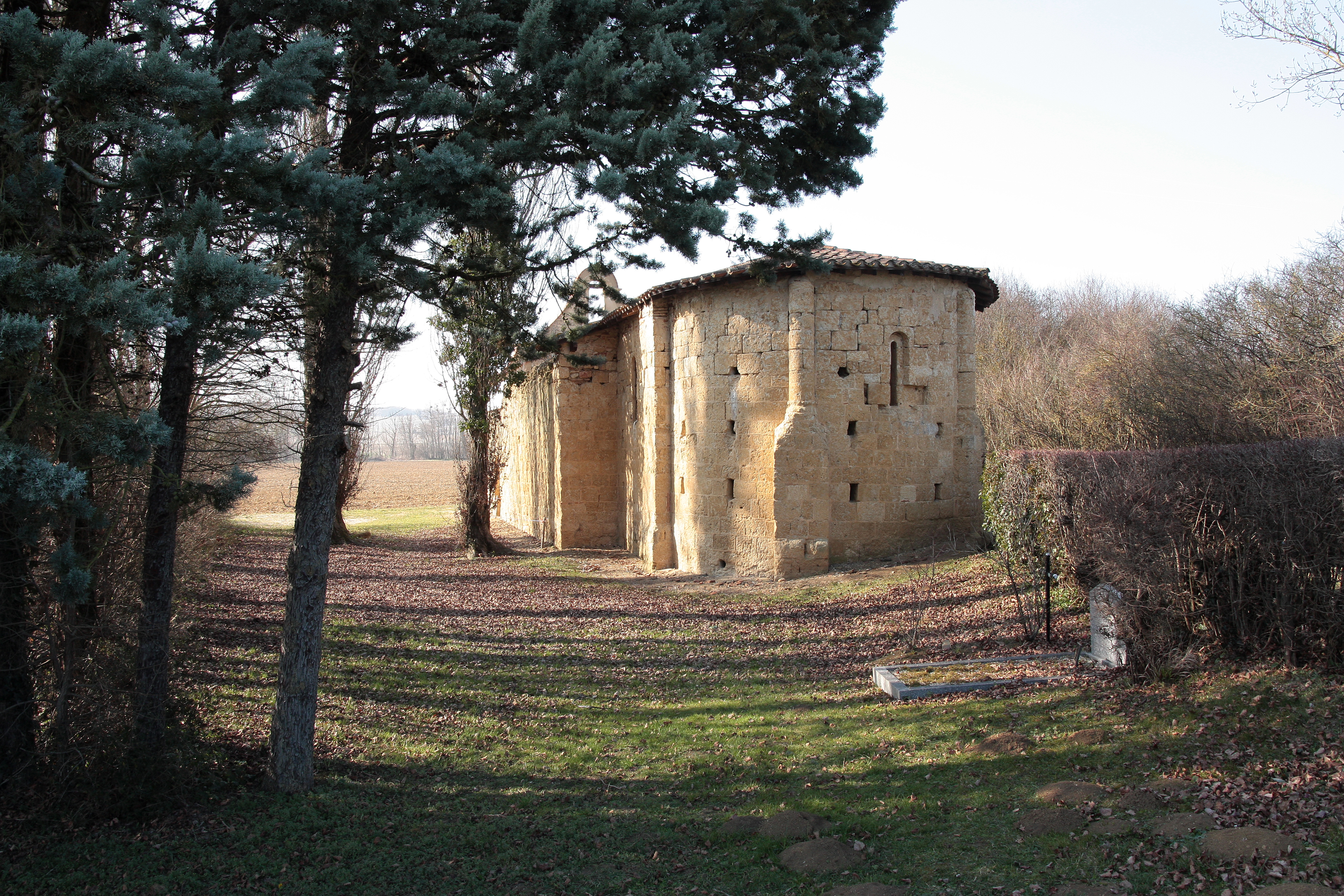
La chapelle Saint-André en 2011, cinq ans avant le chantier de couverture.

### Personnalités liées à la commune
- Aicart du Fossat (vers 1250-1268), troubadour.
- Théophile Silvestre (1823-1876), critique et historien de l'art français, après avoir fait de la politique, y est né.
- Georges Cazeneuve (1906-1982), né au Fossat, cofondateur du quotidien régional Le Dauphiné libéré.
- Pierre Parpagiola, (1935-2012) né au Fossat, est un joueur de rugby à XV et de rugby à XIII.
- Laurent Panifous, maire du Fossat de 2014 à 2022, député LIOT de l'Ariège depuis 2022.

### Héraldique
| Blason de Le Fossat | Blason  | Tranché de sinople et d'or.                                                                       |
| Blason de Le Fossat | Détails | Le Fossat et Vira ont le même blason (d'Hozier). Le statut officiel du blason reste à déterminer. |

## Pour approfondir